# آن‌وون
پادشاه آن‌وون (به کره‌ای: 안원태왕)، (زاده: ۴۹۸؛ سلطنت: ۵۳۱~۵۴۵ میلادی)؛ بیست و سومین امپراتور گوگوریو شمالی‌ترین امپراتوری از میان سه پادشاهی کره بود. او برادر کوچک پادشاه آنجانگ بیست و دومین امپراتور گوگوریو بود.

## خانواده
- پدر: پادشاه مونجامیونگ (문자명태왕)
  - پدربزرگ: شاهزاده جودا (조다)
- همسرها و مسائل مربوط به آنها:

1. همسر بزرگ (정부인) - بدون فرزند.
2. همسر میانی (중부인)
  1. شاهزاده پیونگسونگ (평성)
3. همسر کوچک (소부인)
4. پسر ناشناس

## نبردها
دو پادشاهی دیگر از سه پادشاهی، بکجه و شیلا، در پاسخ به تهدید گوگوریو متحد شدند که منجر به صلح نسبتاً متعادلی شد. در تنها درگیری در زمان سلطنت پادشاه آن‌وون، در نهمین ماه قمری سال ۵۴۰ میلادی، بکجه قلعه یوسان را محاصره کرد، اما پادشاه آن‌وون ۵٫۰۰۰ سوار نظام را فرستاد و مهاجمان را بیرون کرد.

## بلایا
گوگوریو در طول سلطنت آن‌وون از بلایای طبیعی زیادی متحمل شد، مانند سیل در جنوب پادشاهی خود، زلزله، رعد و برق و یک بیماری همه گیر شدید، یک خشکسالی شدید (در سال ششم سلطنتش. او به دلیل این حادثه به مردم کمک کرده بود). طاعون ملخ با این حال، او در هفتمین سال سلطنت خود در بهار تلاش کرد تا مردم گرسنه را از گرسنگی نجات دهد.
در ماه مه ۵۳۵ (پنجمین سال سلطنت پادشاه آنوان)، سیلی در منطقه جنوبی رخ داد که خانه‌ها را ویران کرد و بیش از ۲۰۰ نفر را کشت. در اکتبر همان سال، زلزله‌ای رخ داد و در دسامبر، رعد و برق و یک بیماری همه‌گیر. علاوه بر این، وقتی خشکسالی رخ داد، او فرستادگانی را برای نجات مردم گرسنه فرستاد. هنگامی که محصولات مردم به دلیل حملات ملخ‌ها نابود شد و قحطی ادامه یافت، پادشاه آنوان شخصاً برای سرکشی و دلداری مردم به آنجا سفر کرد.

## هرج و مرج جانشینی و مرگ
اولین ملکه آن‌وون پسری به دنیا نیاورده بود. در سومین سال بر تخت سلطنت، پسر بزرگ خود را از سوی ملکه دومش، شاهزاده پیونگسونگ (پادشاه بعدی یانگ‌وون) به عنوان ولیعهد تعیین کرد. با این حال، در آخرین سال سلطنت آن‌وون، بین ملکه‌های دوم و سوم او که هر کدام به دنبال این بودند که پسرش را ولیعهد کنند، جنگ قدرتی درگرفت.
اشراف به دو اردوگاه تقسیم شد که منجر به نبردهای خشونت‌آمیز شد که در طی آن پادشاه ظاهراً کشته شد. این تقسیم داخلی آغاز تضعیف قابل توجه تاج و تخت سلطنتی و خود گوگوریو در سال‌های بعد بود.
شاه پس از ۱۵ سال بر تخت سلطنت در سومین ماه قمری سال ۵۴۵ درگذشت. به او لقب سلطنتی پس از مرگ «پادشاه آن‌وون» داده شد.

## روابط خارجی
پادشاه آن‌وون به دودمنان وی شمالی لیانگ شمالی و وی شرقی ادای احترام کرد.